# دفترچه یادداشت (ویندوز)
دفترچه یادداشت یا نُت‌پد (به انگلیسی: Notepad) نرم‌افزاری ساده برای نوشتن، ویرایش و ذخیرهٔ متن در ویندوز است. این نرم‌افزار از اولین نسخهٔ ویندوز در سال ۱۹۸۵ تاکنون همراه این سیستم‌عامل است. نت‌پد تنها یک نرم‌افزار ویرایش نوشته ساده است و به‌طور کلی پرونده‌های خروجی‌اش را با قالب پروندهٔ نوشتاری یا .txt بدون هیچ‌گونه تگ و تزئین ذخیره می‌کند. ساخت این نرم‌افزار برای ویرایش پرونده‌های سیستمی در محیط ام‌اس-داس مناسب بود.